# Phostria mediospilota
Phostria mediospilota là một loài bướm đêm trong họ Crambidae.